# World Cup 2015
Der World Cup 2015 war ein Snooker-Einladungsturnier im Rahmen der Main Tour der Saison 2015/16, welches vom 15. bis 21. Juni 2015 in Wuxi in China ausgetragen wurde.
Es fand erstmals seit Juli 2011 wieder statt, wobei die Zahl der teilnehmenden Teams von zwanzig auf vierundzwanzig erhöht wurde. Das Team China B, bestehend aus Zhou Yuelong und Yan Bingtao, gewann das Turnier durch einen 4:1-Sieg im Finale gegen die Schotten John Higgins und Stephen Maguire. Titelverteidiger war China A mit den beiden Spielern Ding Junhui und Xiao Guodong. Sie gewannen in Gruppe A mit 21 Punkten und waren damit die erfolgreichste Mannschaft der Gruppenphase, schieden jedoch im Viertelfinale gegen Schottland mit 1:4 aus.

## Regeln
Insgesamt nahmen vierundzwanzig Nationalteams mit je zwei Spielern teil. Die besten acht Mannschaften (bezogen auf die aktuelle Snookerweltrangliste) waren gesetzt, China stellte als Gastgebernation zwei Mannschaften. Die Teams wurden vier Gruppen A bis D zugelost. Die zwei bestplatzierten Mannschaften der Gruppenphase qualifizierten sich für die Endrunde.

### Gruppenphase
In jedem Match wurden genau fünf Frames gespielt, selbst wenn ein Team bereits drei Frames gewonnen hatte. Jeder Spieler einer Mannschaft musste gegen jeden Spieler der anderen Mannschaft in einem Frame antreten. Außerdem wurde ein Doppel gespielt, in dem alle vier Spieler einen Frame spielten.
Die 5 Frames wurden in folgender Reihenfolge gespielt:
1. Einzel: Spieler 1 gegen Spieler 1
2. Einzel: Spieler 2 gegen Spieler 2
3. Doppel (alternierend)***
4. Einzel: Spieler 1 gegen Spieler 2
5. Einzel: Spieler 2 gegen Spieler 1

***: Die Snooker-Teamduos mussten vor Beginn entscheiden, wer zuerst stößt, und danach abwechselnd. Lochte der Spieler, der an der Reihe ist, den roten Ball, so musste er eine Farbe (Ball) lochen, dann wieder Rot, Farbe, Rot usw., bis das gegnerische Duo den Frame aufgab. Die Stoßreihenfolge musste den ganzen Frame beibehalten werden. Stieß ein anderer, der nicht an der Reihe war, wurde das als Foul gewertet.
Für jeden gewonnenen Frame gab es einen Punkt. Hatten am Ende der Gruppenphase zwei Mannschaften dieselbe Punktzahl, wurde die Mannschaft höher gewertet, die im direkten Duell gewonnen hatte. Hatten drei oder mehr Mannschaften dieselbe Punktzahl, wurde das Weiterkommen in der Gruppe durch ein Blue-Ball-Shootout ermittelt. Falls zwei oder mehrere Mannschaften auf den Plätzen 3 bis 6 dieselbe Punktzahl erreichten, wurde das Preisgeld geteilt.

### Endrunde
In der Endrunde wurde im Modus Best-of-7 gespielt. Beim Stand von 3:3 nominierten die Teamkapitäne einen Spieler für den Entscheidungsframe.
Die 7 Frames wurden in folgender Reihenfolge gespielt:
1. Einzel: Spieler 1 gegen Spieler 1
2. Einzel: Spieler 2 gegen Spieler 2
3. Doppel (alternierend)
4. Einzel: Spieler 1 gegen Spieler 2
5. Einzel: Spieler 2 gegen Spieler 1
6. Doppel (alternierend)
7. Einzel: Teamkapitän bestimmt den Spieler

## Preisgeld
Mit der Erweiterung um vier weitere Mannschaften wurden im Vergleich zum letzten Turnier im Jahre 2011 100.000 $ mehr Preisgeld ausgeschüttet.
|                 | Preisgeld |
| --------------- | --------- |
| Sieger          | 200.000 $ |
| Finalist        | 100.000 $ |
| Halbfinalist    | 60.000 $  |
| Viertelfinalist | 40.000 $  |
| Gruppendritter  | 22.500 $  |
| Gruppenvierter  | 15.000 $  |
| Gruppenfünfter  | 10.000 $  |
| Gruppensechster | 7.500 $   |
| Insgesamt       | 800.000 $ |

## Mannschaften und Setzliste
Erstmals mit dabei waren die Länder Norwegen, Iran, Katar und Österreich. Für Singapur und Malaysia war es die zweite Teilnahme nach dem World Cup 1996.
| Rank | Nation                       | Spieler 1                         | Spieler 2                          |
| ---- | ---------------------------- | --------------------------------- | ---------------------------------- |
| 1    | China A (T)                  | Ding Junhui (W)                   | Xiao Guodong (W)                   |
| 2*   | England (1)                  | Mark Selby (W)                    | Stuart Bingham (W)                 |
| 3*   | Australien (3)               | Neil Robertson (W)                | Vinnie Calabrese (W)               |
| 4*   | Hongkong (11)                | Marco Fu (W)                      | Au Chi Wai (Nominierung der WPBSA) |
| 5*   | Schottland (13)              | John Higgins (W)                  | Stephen Maguire (W)                |
| 6*   | Wales (14)                   | Mark Williams (W)                 | Michael White (W)                  |
| 7*   | Irland (27)*                 | Ken Doherty (W)                   | Fergal O’Brien (W)                 |
| 8*   | Norwegen (37)                | Kurt Maflin (W)                   | Anita Maflin (E.O.o.M. 2014/15)    |
|      | Nordirland                   | Gerard Greene (W)                 | Joe Swail (W)                      |
|      | Thailand                     | Dechawat Poomjaeng (W)            | Thepchaiya Un-Nooh (W)             |
|      | Belgien                      | Luca Brecel (W)                   | Tomasz Skalski (Zweiter BSM)       |
|      | Indien                       | Aditya Mehta (W)                  | Pankaj Advani (Sieger ISM)         |
|      | China B                      | Zhou Yuelong (W)                  | Yan Bingtao (W)                    |
|      | Malta                        | Tony Drago (W)                    | Alex Borg (Q-School)               |
|      | Malaysia                     | Thor Chuan Leong (W)              | Mohd Reza Hassan (ACBS)            |
|      | Iran                         | Hossein Vafaei Ayouri (W)         | Ehsan Heydari Nezhad (ACBS)        |
|      | Pakistan                     | Hamza Akbar (W)                   | Muhammad Sajjad (Vierter PSM)      |
|      | Brasilien                    | Igor Figueiredo (W)               | Itaro Santos (W)                   |
|      | Deutschland                  | Lukas Kleckers (Q-School)         | Felix Frede (Zweiter G.U-21C.)     |
|      | Österreich                   | Andreas Ploner (Q-School)         | Paul Schopf (Sieger ÖSM)           |
|      | Katar                        | Ahmed Saif (Q-School)             | Ali Al Obaidli (IBSF S.W.2014)     |
|      | Polen                        | Mateusz Baranowski (Zweiter PLSM) | Adam Stefanów (Q-School)           |
|      | Vereinigte Arabische Emirate | Khalid al-Kamali (ACBS)           | Mohammed Shehab (ACBS)             |
|      | Singapur                     | Marvin Lim Chun Kiat (ACBS)       | Chan Keng Kwang (ACBS)             |

- (T): Titelverteidiger, (Sieger des World Cup 2011).
- *: Die Setzung der Nationen erfolgte aus der Weltrangliste vor beginn der Saison 2015/16. Irland wurde durch Fergal O’Briens Ranglistenplatz an (7) gesetzt.
- (W): Die Spieler wurden aus der Weltrangliste vor beginn der Saison 2015/16 heraus eingeladen.
- (Q-School): Die Spieler wurden aus der Q-School Order of Merit 2014/15 heraus eingeladen.
- (Zweiter BSM): Skalski erhielt die Einladung als Zweiter der Belgischen Snooker Meisterschaft 2015.
- (Sieger ISM): Advani erhielt die Einladung als Sieger der Indischen Snooker Meisterschaft 2015.
- (Vierter PSM): Sajjad erhielt die Einladung als Vierter der Pakistanischen Snooker Meisterschaft 2015.
- (Zweiter G.U-21C.): Frede erhielt die Einladung als Zweiter der German U-21 Championship 2015.
- (Sieger ÖSM): Schopf erhielt die Einladung als Sieger der Österreichischen Snooker Meisterschaft 2014.
- (Zweiter PLSM): Baranowski erhielt die Einladung als Zweiter der Polnischen Snooker Meisterschaft 2015.
- (IBSF S.W.2014): Ali Al Obaidli erhielt die Einladung als unterlegener der (1 Runde L64) der IBSF Snookerweltmeisterschaft 2014.
- (ACBS): Die Spieler wurden aus der ACBS Snookerasienmeisterschaft 2015, aus der K.o. Runde bzw. Shehab und Chan Keng Kwang aus der Gruppenphase heraus eingeladen.
- (E.O.o.M. 2014/15): Anita Maflin erhielt die Einladung als Zweitbeste Norwegische Amateurin der European Tour Order of Merit 2014/15.

## Gruppenphase
Die Spiele der Gruppenphase wurden vom 15. bis zum 19. Juni 2015 ausgetragen.

### Gruppe A
| Montag**   | China A | 3:2 | Indien     | Norwegen | 3:2 | Singapur   | Malta    | 5:0 | Österreich |
| Dienstag   | China A | 5:0 | Singapur   | Norwegen | 0:5 | Malta      | Indien   | 5:0 | Österreich |
| Mittwoch   | China A | 5:0 | Österreich | Norwegen | 0:5 | Indien     | Singapur | 3:2 | Malta      |
| Donnerstag | China A | 5:0 | Norwegen   | Indien   | 3:2 | Malta      | Singapur | 2:3 | Österreich |
| Freitag    | China A | 3:2 | Malta      | Norwegen | 4:1 | Österreich | Singapur | 1:4 | Indien     |

| Platz | Setzliste | Mannschaft | Spiele | Frames | gew. Frames | verl. Frames | Differenz | Punkte |
| ----- | --------- | ---------- | ------ | ------ | ----------- | ------------ | --------- | ------ |
| 1     | 1         | China A    | 5      | 25     | 21          | 4            | 17        | 21     |
| 2     |           | Indien     | 5      | 25     | 19          | 6            | 13        | 19     |
| 3     |           | Malta      | 5      | 25     | 16          | 9            | 7         | 16     |
| 4     |           | Singapur   | 5      | 25     | 8           | 17           | −9        | 8      |
| 5     | 8         | Norwegen   | 5      | 25     | 7           | 18           | −11       | 7      |
| 6     |           | Österreich | 5      | 25     | 4           | 21           | −17       | 4      |

### Gruppe B
| Montag**   | Hongkong | 3:2 | Malaysia   | Schottland | 4:1 | Iran      | Brasilien | 2:3 | Belgien   |
| Dienstag   | Hongkong | 3:2 | Iran       | Schottland | 2:3 | Brasilien | Malaysia  | 0:5 | Belgien   |
| Mittwoch   | Hongkong | 2:3 | Belgien    | Schottland | 4:1 | Malaysia  | Iran      | 1:4 | Brasilien |
| Donnerstag | Hongkong | 1:4 | Schottland | Malaysia   | 1:4 | Brasilien | Iran      | 2:3 | Belgien   |
| Freitag    | Hongkong | 5:0 | Brasilien  | Schottland | 2:3 | Belgien   | Iran      | 4:1 | Malaysia  |

| Platz | Setzliste | Mannschaft | Spiele | Frames | gew. Frames | verl. Frames | Differenz | Punkte |
| ----- | --------- | ---------- | ------ | ------ | ----------- | ------------ | --------- | ------ |
| 1     |           | Belgien    | 5      | 25     | 17          | 8            | 9         | 17     |
| 2     | 5         | Schottland | 5      | 25     | 16          | 9            | 7         | 16     |
| 3     | 4         | Hongkong   | 5      | 25     | 14          | 11           | 3         | 14     |
| 4     |           | Brasilien  | 5      | 25     | 13          | 12           | 1         | 13     |
| 5     |           | Iran       | 5      | 25     | 10          | 15           | −5        | 10     |
| 6     |           | Malaysia   | 5      | 25     | 5           | 20           | −15       | 5      |

### Gruppe C
| Montag**   | Australien | 3:2 | Katar      | Wales    | 5:0 | Pakistan   | Polen    | 0:5 | Nordirland |
| Dienstag   | Australien | 2:3 | Pakistan   | Wales    | 4:1 | Polen      | Katar    | 1:4 | Nordirland |
| Mittwoch   | Australien | 3:2 | Nordirland | Wales    | 4:1 | Katar      | Pakistan | 2:3 | Polen      |
| Donnerstag | Australien | 4:1 | Polen      | Wales    | 4:1 | Nordirland | Pakistan | 4:1 | Katar      |
| Freitag    | Australien | 2:3 | Wales      | Pakistan | 4:1 | Nordirland | Katar    | 3:2 | Polen      |

| Platz | Setzliste | Mannschaft | Spiele | Frames | gew. Frames | verl. Frames | Differenz | Punkte |
| ----- | --------- | ---------- | ------ | ------ | ----------- | ------------ | --------- | ------ |
| 1     | 6         | Wales      | 5      | 25     | 20          | 5            | 15        | 20     |
| 2     | 3         | Australien | 5      | 25     | 14          | 11           | 3         | 14     |
| 3     |           | Pakistan   | 5      | 25     | 13          | 12           | 1         | 13     |
| 4     |           | Nordirland | 5      | 25     | 13          | 12           | 1         | 13     |
| 5     |           | Katar      | 5      | 25     | 8           | 17           | −9        | 8      |
| 6     |           | Polen      | 5      | 25     | 7           | 18           | −11       | 7      |

### Gruppe D
| Montag**   | England | 1:4 | Thailand    | Irland  | 1:4 | China B     | VAE      | 2:3 | Deutschland |
| Dienstag   | England | 3:2 | China B     | Irland  | 5:0 | VAE         | Thailand | 3:2 | Deutschland |
| Mittwoch   | England | 4:1 | Deutschland | China B | 5:0 | VAE         | Irland   | 2:3 | Thailand    |
| Donnerstag | England | 5:0 | VAE         | China B | 3:2 | Thailand    | Irland   | 4:1 | Deutschland |
| Freitag    | England | 3:2 | Irland      | China B | 5:0 | Deutschland | Thailand | 4:1 | VAE         |

| Platz | Setzliste | Mannschaft                   | Spiele | Frames | gew. Frames | verl. Frames | Differenz | Punkte |
| ----- | --------- | ---------------------------- | ------ | ------ | ----------- | ------------ | --------- | ------ |
| 1     |           | China B                      | 5      | 25     | 19          | 6            | 13        | 19     |
| 2     |           | Thailand                     | 5      | 25     | 16          | 9            | 7         | 16     |
| 3     | 2         | England                      | 5      | 25     | 16          | 9            | 7         | 16     |
| 4     | 7         | Irland                       | 5      | 25     | 14          | 11           | 3         | 14     |
| 5     |           | Deutschland                  | 5      | 25     | 7           | 18           | −11       | 7      |
| 6     |           | Vereinigte Arabische Emirate | 5      | 25     | 3           | 22           | −19       | 3      |

**: Die Snooker Spieler Teamduos wurden am ersten Turniertag von den Referees: (Jan Verhaas, Paul Collier, Paul Cosgriff, Peggy Li sowie Marcel Eckardt) vor beginn des Doppel Frame, auf den Ablauf hingewiesen den die WPBSA im Regelwerk festgelegt hat.

## Endrunde
Die Endrundenpartien wurden am 20. und 21. Juni ausgetragen.
| Viertelfinale Best of 7 Frames | Viertelfinale Best of 7 Frames | Viertelfinale Best of 7 Frames |    |            | Halbfinale Best of 7 Frames | Halbfinale Best of 7 Frames | Halbfinale Best of 7 Frames |  |  | Finale Best of 7 Frames | Finale Best of 7 Frames | Finale Best of 7 Frames |
|                                |                                |                                |    |            |                             |                             |                             |  |  |                         |                         |                         |
| A1                             | China A                        | 1                              |    |            |                             |                             |                             |  |  |                         |                         |                         |
| B2                             | Schottland                     | 4                              |    |            |                             |                             |                             |  |  |                         |                         |                         |
| B2                             | Schottland                     | 4                              | B2 | Schottland | 4                           |                             |                             |  |  |                         |                         |                         |
|                                |                                |                                | B2 | Schottland | 4                           |                             |                             |  |  |                         |                         |                         |
|                                | A2                             | Indien                         | 3  |            |                             |                             |                             |  |  |                         |                         |                         |
| B1                             | A2                             | Indien                         | 3  | Belgien    | 1                           |                             |                             |  |  |                         |                         |                         |
| B1                             |                                |                                |    | Belgien    | 1                           |                             |                             |  |  |                         |                         |                         |
| A2                             | Indien                         | 4                              |    |            |                             |                             |                             |  |  |                         |                         |                         |
| A2                             | Indien                         | 4                              | B2 | Schottland | 1                           |                             |                             |  |  |                         |                         |                         |
|                                |                                |                                |    | Schottland | 1                           |                             |                             |  |  |                         |                         |                         |
|                                | D1                             | China B                        | 4  |            |                             |                             |                             |  |  |                         |                         |                         |
| C1                             | D1                             | China B                        | 4  | Wales      | 4                           |                             |                             |  |  |                         |                         |                         |
| C1                             |                                |                                |    | Wales      | 4                           |                             |                             |  |  |                         |                         |                         |
| D2                             | Thailand                       | 1                              |    |            |                             |                             |                             |  |  |                         |                         |                         |
| D2                             | Thailand                       | 1                              | C1 | Wales      | 3                           |                             |                             |  |  |                         |                         |                         |
|                                |                                |                                | C1 | Wales      | 3                           |                             |                             |  |  |                         |                         |                         |
|                                | D1                             | China B                        | 4  |            |                             |                             |                             |  |  |                         |                         |                         |
| D1                             | D1                             | China B                        | 4  | China B    | 4                           |                             |                             |  |  |                         |                         |                         |
| D1                             |                                |                                |    | China B    | 4                           |                             |                             |  |  |                         |                         |                         |
| C2                             | Australien                     | 2                              |    |            |                             |                             |                             |  |  |                         |                         |                         |

### Finale
| Finale: Best of 7 Frames Schiedsrichter/in: Paul Collier Wuxi Sportspark Stadium, Wuxi, China, 21. Juni 2015 |                |         |
| Schottland                                                                                                   | 1:4            | China B |
| 0:100 (100), 6:100 (56), 41:69, 67:18, 44:71                                                                 |                |         |
| 37 | Höchstes Break | 100     |
| – | Century-Breaks | 1       |
| – | 50+-Breaks     | 2       |

## Century-Breaks
| Einzel     |          |
| ---------- | -------- |
| Indien     | 137      |
| China B    | 134, 100 |
| Wales      | 130, 108 |
| Schottland | 122      |
| Australien | 111      |
| Thailand   | 108      |
| Wales      | 108      |
| Brasilien  | 105      |
| Malta      | 105      |